# 坂口憲二
坂口憲二（1975年11月8日—），日本演員，於日本東京都出生。

## 生平

### 童年生活
坂口憲二是著名格鬥摔角選手坂口征二之子，從小和父親一同學習武術，現為柔道二段（坂口憲二曾經在清談節目訪問時公開過兒時的一段插曲：自己在偷竊東西之後，被生氣的父親將他打倒的事。他至今仍覺得父親的力量很強大，顯露出「自己可能還無法超越父親」的感想），年少時就已立志成為演員。
坂口憲二就讀於明治大學附屬中野高中，但自高中畢業之後，大學入學考試失敗，他開始對前途感到徬徨。父親坂口征二將他推薦到東海大學夏威夷分校，而入學考試也順利合格，這次的入學成功大大改變了坂口憲二的人生。他於東海大學夏威夷分校期間，學習英語並培養出衝浪等興趣。

### 演藝事業
1998年，坂口憲二由夏威夷返回日本，在日本，他端正的臉孔輪廓受到歡迎，1999年在《MEN'S CLUB》雜誌初次以模特兒身份亮相之後，人氣更廣受歡迎。坂口憲二決定向演藝方向發展，於電視劇和電影中演出，但他不特意借用父親坂口征二的名聲。他在電視劇《真情姐妹花》初次亮相。2000年10月，電視台每日放送播出節目《世界逗留記》瓦努阿圖旅遊特輯，他曾以幾乎全裸的姿態出現，給觀眾留下強烈印象。
相對起其他日本演員，坂口憲二入行相當遲，他的演技逾年累積。他在2004年7月播影電影《火車頭老師》擔任主角，演技有成長。2006年4月富士電視台電視劇《醫龍》，人們對坂口憲二的演技有極高評價，不過演技仍有進步的地方。2005年11月8日迎接了30歲生日的他，打算以更認真的態度走演員的路。2018年3月31日，他向媒體透露罹患罕見疾病「突發性大腿骨壞死病」，決定無限期暫停演藝活動，等到約滿後將退出所屬事務所。

### 私人生活
2002年，坂口憲二因與小雪因共演電視劇《天體觀測》而交往，同年11月被雜誌偷拍密會照片而令戀情曝光。然而兩人聚少離多，而坂口憲二希望30歲時結婚生子，小雪則希望繼續在事業努力，因為未來計畫不同最後和平分手，由雙方事務所發佈消息，兩人仍維持朋友關係，坂口憲二的父親坂口征二新開道場，亦送花籃祝賀。
2006年，傳出坂口憲二和共同演出《醫龍》的稻森泉交往，稻森泉所屬事務所則發言示意兩人「關係很好」，沒有更多表示。。可是卻又有傳言坂口憲二的真正目標不是稻森泉，而是另一名演出者水川麻美。
2014年1月，「日本體育報」報導，38歲坂口憲二將與懷孕2個月的女友辦理結婚登記。坂口的女友是東京一間餐廳的老闆娘。
由於坂口憲二的父親是有「世界之荒鷲」名號的坂口征二，加上他哥哥坂口征夫亦是職業摔角手，因此他有觀賞格鬥摔角戰的愛好。另外坂口憲二也是柔道黑帶二段，所以坂口家新開的坂口道場中，他為柔道教練之一。由於他和柔道界素有淵源，使坂口憲二連續三年為世界柔道比賽進行旁述，其專業態度受到各方面好評，體育界人士評論坂口憲二：「他的轉播不卑不亢，雖有時加油太投入，但整體表現十分專業。」甚至認為他當運動主播更合適。

## 演出作品

### 電視劇
- 真情姐妹花  （1999年10月－12月，朝日電視台） 飾演 江崎賢
- 星期五的戀人 （2000年1月－3月，東京放送） 飾演 秋山充
- 池袋西口公園 （2000年4月－6月，東京放送） 飾演 杜伯曼·山井
- 20歲的結婚 （2000年7月－9月，東京放送） 飾演 飯田繼男
- 我形我素 （2000年10月－12月，朝日電視台）（客串）
- 離天國最近的男人2 （2001年4月－6月，東京放送）飾演 黑道人物風之男
- 鬥陣美眉 （2001年7月－9月，富士電視台） 飾演 粟村元
- 這邊是第三社會部 （2001年10月－12月，東京放送） 飾演 大田原雄作
- NO.1男公關 （2001年12月27日，東京放送） 飾演 橘十馬
- 精靈流  不忘記你（2002年，NHK） 飾演 櫻井雅彥
- 愛的力量 （2002年1月－3月，富士電視台） 飾演 木村壯吾
- 幸福的尾巴 （2002年4月－6月，東京放送） 飾演 赤木陸
- 天體觀測 （2002年7月－9月，關西電視台・富士電視台） 飾演 川村友也
- 愛相隨 （2003年1月－3月，富士電視台） 飾演 森永健太
- 為了愛人想被愛 （2003年7月－9月，東京放送） 飾演 秋山元治
- 冰上悍將（2004年1月－3月，富士電視台） 飾演 堀田大和
- 媽媽與戀人 （2004年10月－12月，關西電視台・富士電視台） 飾演 岡崎真吾
- 朝日電視台開局記念「弟」（2004年11月，朝日電視台） 飾演 渡哲也
- 世界奇妙物語 　秋天特別編『8分間』（2005年10月，富士電視台）
- 電視劇情意結 （2006年1月17日，日本電視台） 飾演 赤池早雄
- 醫龍（2006年4月，富士電視台） 飾演 朝田龍太郎
- CHiLDREN（2006年5月，WOWOW） 飾演 武藤俊介
- 粗暴刑警2 （2007年2月6日，日本電視台） 飾演 赤池早雄
- 太郎和次郎～反省笸籮和我的夢～ （2007年3月17日，富士電視台） 飾演 村崎太郎[1]
- 醫龍2（2007年10月，富士電視台） 飾演 朝田龍太郎
- 離島晴空 （2009年1月，TBS） - 飾演 白瀬遼
- 醫龍3（2010年10月，富士電視台） 飾演 朝田龍太郎
- BOSS第2季（2011年6月，富士電視台） 飾演 真崎正吾
- 倒數第二次戀愛 （2012年1月－3月，富士電視台） 飾演 長倉真平
  - 倒數第二次戀愛 2012秋（2012年11月2日）
  - 續・倒數第二次戀愛（2014年4月 - 6月）
  - 續・續・倒數第二次戀愛（2025年4月 -）
- Doubles～刑警二人組  （2013年4月－6月，朝日電視台） 飾演 田代啟一
- 醫龍4（2014年1月，富士電視台） 飾演 朝田龍太郎
- 風間公親－教場0－（2023年4月－6月，富士電視台） 飾演 柳澤浩二
- 真實的恐怖故事 25週年特別篇「合作結界」（2024年8月17日，富士電視台） 飾演 木下政志

### 電影
- 新·沒有仁義的戰鬥 -謀殺-  （2003年・東映）
- 火車頭老師 （2004年） 飾演 吉岡誠吾（機車老師）
- 明日的記憶 （2006年）[1]

## 外部連結
- （日語）坂口道場
- （日語）坂口憲二個人網頁（页面存档备份，存于）
- （日語）《醫龍》官方網頁
- （日語）《CHiLDREN》官方網頁（页面存档备份，存于）
- 坂口憲二的Instagram帳戶 (個人品牌咖啡廳)